# Pteroglossa magnifica
Pteroglossa magnifica là một loài thực vật có hoa trong họ Lan. Loài này được Szlach. miêu tả khoa học đầu tiên năm 1996.